# Adventismo
El adventismo es una rama del cristianismo protestante que remonta su origen al Movimiento Millerista ocurrido en Estados Unidos a mediados del XIX y que se caracteriza por su énfasis en la creencia del regreso personal, visible y glorioso de Cristo —es decir, la Segunda Venida— es inminente. La Iglesia Adventista del Séptimo Día se ha convertido en la organización con mayor extensión y membresía, con congregaciones en más de 200 países y una membresía que supera los 22 millones, seguida por la Iglesia de Dios (Séptimo Día), con una presencia en 45 países del mundo.

## Historia

### Orígenes apostólicos
Las raíces del adventismo, según Nancy Weber de Vyhmeister «se hunden en los tiempos apostólicos, puesto que los pioneros se consideraron continuadores de la tradición del Nuevo Testamento»
«Los “adventistas” originales, o creyentes en la segunda venida de Cristo fueron los apóstoles mismos. Pablo esperaba el regreso de Jesús con gran expectación (1 Tes. 4:16) Todas estas expresiones de fe en última instancia se basaban en la propia promesa de Jesús: “Vendré otra vez” Jn 14:3)»

### Movimiento Millerita
El movimiento adventista se originó a raíz de las ideas de William Miller, un granjero bautista estadounidense que comenzó a predicar durante el Segundo Gran Despertar religioso, ocurrido durante la primera mitad del XIX. Miller —que se había convertido a la fe bautista durante la década de 1820— comenzó a estudiar la Biblia, especialmente los libros proféticos de Daniel y Apocalipsis. Principalmente sobre la base de su interpretación de Daniel 8:14, que hablaba de un periodo de 2300 días, concluyó que Cristo regresaría alrededor de 1843. Comenzó a predicar sus descubrimientos en 1831, y pronto emergió como el líder de un movimiento popular. A medida que se acercaba el año 1843, Miller predijo más específicamente que Cristo volvería entre el 21 de marzo de 1843 y el 21 de marzo de 1844.

### El Gran Chasco
Miller y sus seguidores se enfrentaron a grandes burlas debido a sus predicciones. Aunque las expectativas aumentaron cuando un cometa apareció repentinamente en el cielo nocturno en marzo de 1843, sintieron una gran decepción cuando la Segunda Venida no se produjo en marzo de 1844. Después de este primer fracaso, uno de los seguidores del movimiento, Samuel S. Snow sugirió una nueva fecha, el 22 de octubre de 1844. Aquel día, entre cincuenta mil y doscientas cincuenta mil personas esperaron ansiosamente la segunda venida de Cristo. Cuando nada extraordinario ocurrió, los milleritas quedaron profundamente decepcionados. El acontecimiento pasó a ser conocido como el Gran Chasco, y la mayoría de los creyentes abandonó el movimiento.

### Nacimiento del movimiento sabatista
Entre los que continuaron aceptando la profecía de Miller estaban Joseph Bates, James White y la esposa de White, Ellen G. White. Ellos creían que Miller había fijado la fecha correcta pero habían interpretado los eventos incorrectamente. A partir de la lectura de los capítulos 8 y 9 del libro de Daniel, llegaron a la conclusión de que Cristo había comenzado la «purificación del santuario celestial», es decir, un juicio investigador —una acción invisible para el ojo humano— que luego sería seguido por el pronunciamiento y la ejecución de la sentencia, un evento visible futuro. En 1844, según su punto de vista, Dios había iniciado un examen de todos los nombres en el Libro de la Vida, y solo después de que esto se completara, Jesús volvería de forma literal y visible a la tierra, acontecimiento que los adherentes a esta postura continuaron considerando inminente, aunque evitaron en lo sucesivo señalar una fecha concreta. También llegaron a creer que el sábado, el séptimo día de la semana, debía ser observado como día de reposo por los cristianos.

#### Organización de la Iglesia de Dios (Séptimo Día)
En 1858, Gilbert Cranmer y un grupo de adventistas milleritas, decidieron separarse del grupo que se adherían a las visiones de Ellen G. White en Míchigan. Este grupo tomó como lema inicial las palabras de Cranmer ante algunos líderes milleritas: "Mi Biblia y sólo mi Biblia" y se organizaron en la Iglesia de Dios (Séptimo Día). Otro grupo adventista sabático e independiente formado en Iowa en 1860 posteriormente se unió a la Iglesia de Dios (Séptimo Día) en 1863.

#### Organización de la Iglesia Adventista del Séptimo Día
La práctica de la adoración en el sábado le dio a la denominación —establecida en 1863— un nuevo nombre: la Iglesia Adventista del Séptimo Día. Los adventistas del séptimo día también creían que Ellen G. White tenía el don de profecía, y sus escritos dieron forma a las creencias y prácticas posteriores de la iglesia.

#### Grupos posteriores
Otros grupos adventistas surgieron durante el XIX. Algunos, como la Iglesia Cristiana del Advenimiento y la Unión Vida y Advenimiento —que se fusionaron en la Iglesia Cristiana del Advenimiento en 1964—, rechazaron tanto el estado profético de Ellen White como la observancia del séptimo día. Otro grupo inspirado por Miller y las enseñanzas adventistas fue la Asociación Internacional de Estudiantes de la Biblia, fundada por el predicador Charles Taze Russell en 1872. Cambiando su nombre a testigos de Jehová en la década de 1930, se convirtió en el segundo grupo exitoso en surgir del movimiento millerita. Otra iglesia sabatista, la Iglesia de Dios Universal, surgió en la década de 1930 como una división de la Iglesia de Dios (Séptimo Día); en su apogeo en la década de 1980, registraba más de 100 mil miembros. Durante la década de 1990, la Iglesia de Dios Universal se involucró en un proceso de revaluación doctrinal que lo llevó a renunciar a las creencias que había heredado del adventismo y a unirse al evangelicalismo.

Desarrollo de las primeras ramas del adventismo después de 1844 en el, excluyendo los cismas posteriores.

## Denominaciones adventistas
El Manual de denominaciones en los Estados Unidos , 12.ª ed., describe las siguientes iglesias como "iglesias adventistas y sabatistas (hebraicas)":
| iglesia                                            | fundación | Originalmente de:         | fundadores                                 | miembros                                      |
| Iglesia de Dios (Oregón, Illinois)                 | 1850      | Millerismo                |                                            | 5690                                          |
| Conferencia Evangélica Americana                   | 1858      | Millerismo                | Joshua Himes, Josiah Litch                 | Ya no existe                                  |
| Iglesia de Dios (Séptimo Día)                      | 1858      | Millerismo                | Gilbert Cranmer                            | 300.000                                       |
| Iglesia de los adventistas cristianos              | 1860      | Millerismo                | Jonathan Cummings                          | 25000                                         |
| Iglesia cristiana del Adviento primitivo           | 1860      | Millerismo                | Charles Hudson, George Storrs              | 427                                           |
| Iglesia Adventista del Séptimo Día                 | 1863      | Millerismo                | Joseph Bates, James White , Elena G. White | 19.126.447 millones (31 de diciembre de 2015) |
| Unión de Adviento y Vida                           | 1863      | Millerismo                |                                            | Ya no existe                                  |
| Adventistas de la era venidera                     | 1885      | Millerismo                |                                            | Ya no existe                                  |
| Iglesia de Dios de la fe abrahámica                | 1921      |                           |                                            | 7630                                          |
| Adventistas del Séptimo Día, Movimiento de Reforma | 1925      | Adventistas del 7.º día   | Johann Wick                                | 35000                                         |
| Adventistas del Séptimo Día                        | 1929      | Adventistas del 7.º día   | Victor Houteff                             |                                               |
| Iglesia de Dios Universal                          | 1933      | Iglesia de Dios (7.º día) | Herbert Armstrong                          | 63000                                         |
| Hermanos Unidos del Séptimo Día                    | 1947      |                           |                                            |                                               |
| Rama de los Davidianos                             |           | Adventistas Davidianos    |                                            |                                               |